# کوه ورندرای
کوه ورندرای (به انگلیسی: Mount Verendrye) یک کوه در کانادا است که در بریتیش کلمبیا واقع شده‌است. کوه ورندرای ۳٬۰۸۶ متر بالاتر از سطح دریا واقع شده‌است.